# Elisabeth Mulder
Pour les articles homonymes, voir Mulder.
Elisabeth Mulder, née à Barcelone le 9 février 1904 et morte le 28 novembre 1987 dans cette même ville, est une écrivaine, poétesse, traductrice, journaliste et critique littéraire espagnole, qui s'inscrit dans le mouvement artistique féministe de Las Sinsombrero.

## Biographie
Elisabeth Mulder, née le 9 février 1904 en Catalogne, passe son enfance à Porto Rico, la région natale de sa mère. Elle revient à l'âge de sept ans dans la ville de Barcelone où elle passe sa vie. Grâce à une existence cosmopolite, elle voyage souvent en Europe, maîtrisant le catalan, l'espagnol, l'anglais, l'allemand, le français, l'italien et même le russe, ce qui lui permet de traduire, plus tard, Pouchkine. Sous l'influence de sa mère, elle reçoit une éducation musicale et étudie le piano sous la direction du maître Enrique Granados dans l'école qu'il dirige à Barcelone.  
En 1919, elle gagne à l'âge de quinze ans le concours de poésie des Jeux floraux avec le poème « Circé » et commence sa collaboration journalistique dans la presse catalane, en utilisant les pseudonymes de Esfinge ou de Elena Mitre, comme dans le Noticiero Universal de Barcelone. 
En 1921, elle épouse l'avocat et homme politique Ezequiel Dauner i Foix, presque trente ans plus âgé qu'elle, qui décède en 1930. Le couple a un fils, Enric Dauner i Mulder.
En 1927, elle publie son premier recueil de poèmes — Embrujamiento — et son premier roman en 1934, Una sombra entre los dos, puis La historia de Java (1935). Cette dernière œuvre reçoit de bonnes critiques de la part de Manuel Azaña et de Juan José Domenchina. 
Elle écrit également des livres pour enfants et des pièces de théâtre (Casa Fontana et Romance de Medianoche) en collaboration avec María Luz Morales. 
Avant la guerre civile espagnole, elle travaille dans la presse, notamment Mundo Gráfico de Madrid et Las Provincias de Valence.
Pendant la guerre civile, elle souffre d'une grave néphrite. Elle écrit Preludio a la muerte, censuré par la dictature à cause du suicide de la protagoniste.

## Vie privée
Elle vit une relation avec la sportive et écrivaine Anna Maria Martínez Sagi, dirigeante du FC Barcelone avant l'arrivée au pouvoir de Franco, mais la famille de cette dernière les force à rompre.